# Michael Erian
Michael Erian (* 1968) ist ein österreichischer Jazzmusiker (Tenor-, Sopran-, Altsaxophon, auch Komposition).

## Leben und Wirken
Erian, der im Kärntner Gurktal aufwuchs, machte 1991 sein Diplom am Kärntner Landeskonservatorium. Ab 1994 vertiefte er seine Studien am Koninklijk Conservatorium Den Haag, wo er 1999 seinen Bachelor und 2000 seinen Master abschloss.
Erian gründete eigene Gruppen und legte 2000 sein Debütalbum unter dem Titel Isonzo bei Extraplatte vor. Mit Klemens Marktl und Robert Bargard arbeitete er im Trio Johnson3. Gemeinsam mit Daniel Nösig leitet er das international besetzte Quartett Erian Nösig Jazz Society (ENJ), das zwei Alben veröffentlichte. Mit Nösig leitete er auch Echoes from the South, wo er jüngere Kärnter Musiker, etwa die beiden Keyboarder Erik Asatrian und Fabian Mang sowie den Schlagzeuger Jonas Kocnik herausstellte. Zudem gehörte er zum Concert Jazz Orchestra Vienna, dem Couch Ensemble, Hamlet & his Latin Experience, dem Trio Süd und CrissCross. Zeitweilig war er Mitglied des Trio Exklusiv (The Value Pack). Weiterhin nahm er mit Jimmy Cobb, Flip Philipp, Primus Sitter, Tonc Feinig, Anette von Eichel, Arnulf Ochs, Lee Harper, Kristjana Stefansdottir, Jakob Frandsen und Roberto Magris auf.
Von 2002 bis 2019 lehrte Erian Saxophon am Kärntner Landeskonservatorium. Seit 2019 ist er Professor für Jazz-Saxophon an der neugegründeten Gustav Mahler Privatuniversität für Musik in Klagenfurt.
Erian errang verschiedene Preise, darunter den Preis des Kolchschotenfonds der Stadt Den Haag und den 3. Preis beim „European Jazz Contest“ in Brüssel.